# Cathédrale Saint-Pierre-du-Rocher de Cashel
Pour la cathédrale du Rocher de Cashed, voir Rock of Cashel.
La cathédrale Saint-Pierre-du-Rocher (St. Peter the Rock Cathedral) de Cashel est une cathédrale anglicane irlandaise dédiée à saint Pierre.
Elle a été à sa construction le siège de l’archevêché de Cashel, fusionné en 1839 avec l’évêché de Waterford et Lismore dans le diocèse de Cashel et Waterford, finalement fusionné en 1977 avec celui d’Ossory, Ferns et Leighlin dans l’actuel diocèse de Cashel et Ossory.

## Histoire
L’ancienne cathédrale, située dans le complexe du rocher de Cashel (Rock of Cashel) est utilisée jusqu’en 1721 ; son toit sera enlevé vingt-huit ans plus tard.
L’ancienne église paroissiale Saint-Jean sert pour le culte jusqu’à l’achèvement de la cathédrale actuelle, construite en style géorgien, en 1784. Son orgue a été réalisé par le facteur d’orgue anglais Samuel Green (1740-1796) en 1786.